# Petalura pulcherrima
Petalura pulcherrima är en trollsländeart som beskrevs av Tillyard 1913. Petalura pulcherrima ingår i släktet Petalura och familjen Petaluridae. IUCN kategoriserar arten globalt som starkt hotad. Inga underarter finns listade i Catalogue of Life.